# Karel Hostaša
Škpt. Karel Hostaša (25. prosince 1909 Moravská Chrastová – 20. března 1957) byl československý novinář, zpravodajský důstojník, účastník zahraničního odboje během druhé světové války, politický vězeň a oběť komunistického režimu v Československu.

## Život

### Před druhou světovou válkou
Karel Hostaša se narodil 25. prosince 1909 v Moravské Chrastové na svitavsku v rodině Františka Hostaši a Františky rozené Vejmelkové. Vystudoval Střední průmyslovou školu sochařskou a kamenickou v Hořicích, práci v oboru ale ztratil v roce 1930 a tak nastoupil na pozici výpomocného učitele v měšťanské škole v Rimavské Sobotě. Vojenskou prezenční službu absolvoval mezi lety 1931 a 1932 u dělostřeleckého pluku v Olomouci. Po jejím ukončení nastoupil jako vedoucí redaktor časopisu Podkarpatské hlasy v Užhorodu, kde působil do listopadu 1938. Poté nastoupil v žilinském pobočce nakladatelství a vydavatelství Melantrich, na začátku roku 1939 byl přeložen do Pardubic, kde se stal redaktorem Českého slova. V květnu téhož roku přešel zpět na Slovensko, kde se stal dopisovatelem bratislavského Melantrichu.

### Druhá světová válka

#### Slovensko
Účast Karla Hostaši v protinacistickém odboji měla svůj počátek ve služební cestě na slavnost Matice slovenské v jugoslávském Petrovaci. Po návratu se zkontaktoval s jugoslávským chargé d‘affaires Stanojem Simićem, přes kterého pak korespondoval s československým velvyslancem v Jugoslávii Jaroslavem Lípou. V prosinci 1939 odešel do Bělehradu, kde se setkal s Jaroslavem Lípou, mjr. Jaroslavem Hájíčkem, redaktorem ČTK Janem Štanclem a bankovními úředníky Evženem Černým a Josefem Koberou. Na francouzském konzulátu v Bělehradu podepsal vstup do Československé armády v zahraničí, obdržel pas na jméno Nikolaj Popovič a byl pověřen Jaroslavem Hájíčkem k návratu do Bratislavy a vytvoření zpravodajské sítě. Karel Hostaša byl v tomto úspěšný a jeho síť s krycím názvem Zeta dodávala do Bělehradu zpravodajské informace ze Slovenska i z Protektorátu Čechy a Morava odkud je dodávali redaktoři Svatopluk Spáčil, Jindřich Knapp a Vladimír Lavický a to do května 1940. Poté byl Karel Hostaša nucen Slovensko opustit.

#### Balkán
Od května do srpna 1940 působil Karel Hostaša v Rumunsku, kde obstarával informace z Maďary obsazené Podkarpatské Rusi. Poté se vrátil do Bělehradu a v září téhož roku byl odeslán na Střední východ.

#### Střední východ a Turecko
Od března 1941 působil Karel Hostaša na expozituře československé zpravodajské služby v Haifě, od ledna 1943 pak v Istanbulu. Zde pod krycím jménem Tomislav Sergej Nakič pracoval až do konce druhé světové války.

### Po druhé světové válce
Po návratu do Československa působil Karel Hostaša v armádě do března 1946, kdy musel ze zdravotních důvodů odejít ze služby. V lednu 1950 byl komunistickou mocí degradován a v květnu téhož roku zatčen, vyšetřován a vězněn. Propuštěn byl jen z důvodu špatného zdravotního stavu a do své smrti 20. března 1957 zůstal trvale hospitalizován. Dodnes (2023) nebyl rehabilitován.

## Vyznamenání
- 1946 Československá medaile Za chrabrost před nepřítelem